# Cecharismena nealcesalis
Cecharismena nealcesalis is een vlinder uit de familie van de spinneruilen (Erebidae), uit de onderfamilie van de Boletobiinae. De wetenschappelijke naam van deze soort is voor het eerst gepubliceerd in 1859 door Francis Walker.

## Verspreiding
De soort komt voor in Mexico, Belize, Honduras, Costa Rica, Panama, Cuba, Dominicaanse Republiek, Puerto Rico, Guadeloupe en Sint Maarten